# Syrtis Major (albedo)
Syrtis Major és una característica d'albedo a la superfície de Mart, localitzada amb el sistema de coordenades planetocèntriques a 9.88 ° latitud N i 70 ° longitud E. El nom va ser aprovat per la UAI l'any 1958 i fa referència al gran Sirte, antic nom del golf de Sirte.